# اجه‌خور اوبا
اجه‌خور اوبا (به لاتین: Əcəxuroba) یک منطقه مسکونی در جمهوری آذربایجان است که در شهرستان قوسار واقع شده‌است. اجه‌خور اوبا ۲۲۱ نفر جمعیت دارد.